# È arrivata la felicità
È arrivata la felicità es una serie de televisión italiana.

## Argumento
Angélica es viuda y madre de gemelos. A pesar de todas las complicaciones que la vida reserva, la mujer encuentra el amor en Orlando, un arquitecto abandonado por su esposa y con dos hijos adolescentes para crecer.

## Reparto
- Claudia Pandolfi: Angélica Camilli
- Claudio Santamaria: Orlando Mieli
- Ninetto Davoli: Giuseppe Camilli
- Lunetta Savino: Giovanna Camilli
- Tezeta Abrahm: Francesca
- Myriam Catania: Cristiana De Bardi

## Audiencia
Su estreno fue visto por 4 778 000 espectadores.